# Аристов, Аверкий Борисович
Аве́ркий Бори́сович А́ристов (10 октября 1903, Красный Яр, Астраханская губерния — 11 июля 1973, Вена) — советский партийно-государственный деятель, дипломат. Член ЦК КПСС в 1952—1971 годах. Член Президиума ЦК КПСС в 1952—1953 и в 1957—1961 годах, секретарь ЦК КПСС в 1952—1953 и в 1955—1960 годах. В 1957—1961 годах заместитель председателя Бюро ЦК КПСС по РСФСР. Депутат Верховного Совета СССР в 1946—1962 годах. Кандидат технических наук, доцент (1939).

## Биография

### Детство, молодость
Родился в бедной казачьей семье и был вторым сыном у Бориса Ефимовича и Дарьи Константиновны Аристовых, проживавших в небольшом уездном городке Красном Яре Астраханской губернии (ныне Астраханской области). Появился он на свет, судя по оставшейся записи в метрической книге, 10 октября 1903 года (по старому стилю). Спустя 10 дней, 20 октября, священник местного Владимирского собора (Собора равноапостольного князя Владимира) Георгий Переспопов совершил над младенцем обряд крещения. Официальная дата рождения — 4 ноября (22 октября по старому стилю) 1903 года появилась во второй половине 1930-х гг., когда от А. Б. Аристова потребовалось указывать точную дату рождения в многочисленных документах кадрового делопроизводства. Вероятно, она обусловлена тем, что 22 октября (по старому стилю) отмечалась память святого равноапостольного Аверкия, епископа Иерапольского, чудотворца.
Семья Аристовых, как и большинство красноярских казачьих семей, существовала в основном за счёт вылова рыбы. С восьми лет, после смерти отца, Аверкий работал по найму у местных ловцов. Учиться доводилось лишь зимой, в общей сложности окончил три класса станичного казачьего училища. После смерти матери в 1916 году, жил и воспитывался в семье своей тетки Мальтиной, и вместе со старшим братом пытался обзавестись собственным ловецким хозяйством. Однако при отсутствии какой-либо помощи извне братья потерпели неудачу, и вновь были вынуждены идти наниматься к местным хозяевам. В мае 1919 года Аверкий Аристов вступил в члены РКСМ. Одновременно с работой на ловецких промыслах начал принимать участие в деятельности Красноярской организации РКСМ. В январе 1921 года вступил в члены РКП(б). В составе отрядов ЧОН сражался с бандитскими группировками, действовавшими на территории губернии. Старший брат, записавшийся добровольцем в формирования РККА предположительно в 1919 году, погиб при подавлении крестьянского восстания в Тамбовской губернии в 1921 году.
С марта 1922 года на комсомольской работе: учинформстат Астраханского губернского комитета РКСМ, с августа 1922 года — инструктор Астраханского уездного комитета РКСМ. В сентябре 1922 — мае 1925 года учился на рабфаке в Астрахани и Казани. В Казани одновременно с учёбой работал преподавателем обществоведения в школе фабрично-заводского ученичества при Казанском заводе имени В. И. Ленина, одном из ведущих заводов СССР по производству порохов. По окончании рабфака поступил на общественно-экономическое отделение Восточного педагогического института (г. Казань). Однако в октябре 1925 года был призван на службу в РККА, служил в г. Баку: работал в бюро партийного коллектива полка, руководил марксистским кружком и временно исполнял обязанности политрука роты. В августе—сентябре 1926 года в качестве политрука роты 5-го стрелкового полка участвовал в походах по разоружению населения Дагестана.
После демобилизации, с декабря 1926 года на низовой партийной работе в г. Астрахани: секретарь объединённой ячейки ВКП(б) электростанции и «Гортрамвая», затем — инструктор, зав. орготделом райкома ВКП(б), зав. агитационно-пропагандистским отделом райкома, и. о. секретаря райкома ВКП(б).

### Учёба и работа в Ленинграде
С сентября 1928 года студент металлургического факультета Ленинградского политехнического института. На факультете помимо учёбы работал редактором газеты и секретарём ячейки ВКП(б). С сентября 1930 года, после разделения политехнического института на отраслевые, студент факультета чёрных металлов Ленинградского металлургического института. В 1930—1931 годах он избирался секретарём партбюро института, с 1930 года состоял членом Выборгского райкома ВКП(б) г. Ленинграда, а с 1931 года — кандидатом в члены Ленсовета. По окончании института в марте 1932 год получил квалификацию инженера-металлурга по специальности «литейное дело».
С марта 1932 года работал на Ленинградском центральном чугунолитейном заводе «Центролит» плавильным мастером, старшим мастером, начальником лаборатории, зам. технического директора завода. Под его руководством и при непосредственном участии на заводе были оборудованы и сданы в эксплуатацию плавильное отделение, заводские лаборатории, котельная подстанция и отопительная система завода. Одновременно по приглашению директора Ленинградского металлургического института Г. Я. Шрейбера преподавал в институте. В связи с резким ухудшением состояния здоровья на почве переутомления в начале 1934 года сосредоточился на научно-преподавательской работе в ЛМИ.

### На научно-преподавательской работе
С января 1934 года ассистент кафедры литейного дела и помощник декана факультета чёрных металлов Ленинградского металлургического института. С июня 1934 года ассистент кафедры литейного дела и зам. декана металлургического факультета Ленинградского индустриального института. С октября 1935 года в Уральском индустриальном институте (г. Свердловск) на кафедре литейного дела металлургического факультета ассистент, с мая 1939 года доцент. В 1937 году ему были предъявлены обвинения в том, что он не поставил в известность партийную организацию о судимости тестя (отца жены), приговорённого к лишению свободы за неумышленное потопление баранов при их транспортировке по Волге. Это и другие обвинения тогда чуть не стоили ему партбилета. Одновременно в феврале 1938 — декабре 1939 гг. возглавлял Уральский дом техники. В апреле 1939 года в Уральском индустриальном институте защитил диссертацию на соискание учёной степени кандидата технических наук по теме: «Получение малоуглеродистого чугуна из вагранки». В мае 1939 года решением Высшей аттестационной комиссии утверждён в учёном звании доцента.

### Партийная работа на Урале и в Сибири
В декабре того же года первый секретарь Свердловского обкома ВКП(б) В. М. Андрианов перевёл А. Аристова на руководящую партийную работу в обком партии — заведующим промышленным отделом обкома ВКП(б) (Андрианов предпочитал черпать кадры для руководящей партийной работы из преподавательского состава местных технических вузов). В обкоме Аристову за короткий срок удалось проявить неординарные организаторские способности, постичь особенности промышленного производства области, завоевать авторитет среди местного партаппарата и хозяйственных руководителей. Как результат — быстрое продвижение по партноменклатурной лестнице. В августе 1940 года он был утверждён третьим секретарём Свердловского обкома ВКП(б), в марте 1941 г. — секретарём по чёрной металлургии, в феврале 1942 г. — вновь третьим секретарём, но уже в марте того же года — вторым секретарём обкома. За время работы в Свердловском обкоме у него накопился огромный опыт руководящей работы, в том числе в жёстких условиях Великой Отечественной войны: он курировал работу металлургической промышленности, производство танков, пусковых установок «катюша», снарядов; отвечал за распределение электроэнергии между предприятиями области и обеспечение промышленности области коксующимся и энергетическим углем, размещение в области населения, а также промышленного оборудования, эвакуированных с прифронтовых территорий; возглавлял областную комиссию по формированию Особого Уральского добровольческого танкового корпуса. В ноябре 1942 года получил свою первую награду: указом Президиума Верховного Совета СССР «за образцовое выполнение заданий Правительства по производству боеприпасов» был удостоен ордена Трудового Красного Знамени, а ещё спустя три месяца, в конце января 1943 года, «за образцовое выполнение заданий Правительства по увеличению выпуска танков, танковых дизелей и бронекорпусов» был награждён орденом Красной Звезды.
В сентябре 1943 года решением Секретариата ЦК ВКП(б) был утверждён вторым секретарём Кемеровского обкома ВКП(б). В Кемерово ему приходилось заниматься, главным образом, проблемами увеличения добычи угля.
В июле 1944 года решением Политбюро ЦК ВКП(б) утверждён первым секретарём Красноярского крайкома ВКП(б) вместо снятого «как не справляющегося со своими обязанностями» И. Г. Голубева. Одновременно А. Аристов был утверждён первым секретарём Красноярского горкома ВКП(б). В Красноярске, помимо решения вопросов развития краевой промышленности, наибольшие усилия руководителем края прилагались для увеличения производства и сдачи государству зерна, результатом которых явилось не только стабильное выполнение государственных планов хлебозаготовок, но и выполнение взятых повышенных обязательств. Поставки хлеба «в закрома Родины» были столь значительны, что Политбюро ЦК ВКП(б) в марте 1949 года утвердило проект указа президиума Верховного совета СССР о награждении большой группы работников сельского хозяйства и руководителей партийно-государственного аппарата Красноярского края орденами и медалями. Среди удостоенных ордена Ленина был первый секретарь Красноярского крайкома и Красноярского горкома ВКП(б) А. Аристов. В 1948 году промышленность края впервые выполнила государственный план на 102,9 %. Как успешный руководитель находился на высоком счету в Кремле. Однако в конце 1940-х гг. в крае прогремела череда громких коррупционных скандалов, в которых оказались замешаны красноярские чиновники весьма высокого ранга.
В феврале 1950 года решением Политбюро ЦК ВКП(б) был утверждён первым секретарём Челябинского обкома ВКП(б), в этой должности он находился до октября 1952 года. За короткий срок ему удалось вывести Челябинскую область из числа отстающих: область стала выполнять планы выпуска валовой продукции, стабильно выполнялись планы хлебозаготовок.

### Карьерный взлёт и первая опала
На XIX съезде ВКП(б) в октябре 1952 года был впервые избран членом ЦК и затем введён И. В. Сталиным в состав членов Президиума ЦК КПСС, утверждён секретарём ЦК КПСС и одновременно (27 октября) заведующим Отделом партийных, профсоюзных и комсомольских органов ЦК КПСС. В результате конфликтов со вторым секретарём ЦК КПСС Г. М. Маленковым после смерти Сталина был лишён всех постов и «сослан» на советскую работу на Дальний Восток. С марта 1953 года работал председателем Хабаровского крайисполкома. В январе 1954 года, с укреплением позиций в Кремле Н. С. Хрущёва, утверждён первым секретарём Хабаровского крайкома КПСС.

### В высшем руководстве СССР
Летом 1955 года в пику Маленкову был возвращён Н. С. Хрущёвым в высшее руководство страны. В июле 1955 — мае 1960 года — секретарь ЦК КПСС. В 1955—1957 годах в сферу его компетенции входило курирование отдела административных органов ЦК КПСС, контролировавшего работу КГБ, МВД, судебной системы, прокуратуры, а также Вооружённые Силы. Руководил процессом реабилитации осуждённых за политические преступления, входил в созданную по предложению Н. С. Хрущёва на заседании Президиума ЦК 31 декабря 1955 года рабочую комиссию по воссозданию общей картины репрессий 1930-х годов, отчёт которой Н. С. Хрущёв использовал в секретном докладе на XX съезде КПСС. В июне 1957 года поддержал Н. С. Хрущёва в борьбе с так называемой «антипартийной группой» и был введён в состав членов Президиума ЦК КПСС. 29 июня 1957 года в дополнение к обязанностям секретаря ЦК КПСС и члена Президиума ЦК КПСС был утверждён заместителем председателя Бюро ЦК КПСС по РСФСР (фактически являлся руководителем РСФСР по партийной линии).
В воспоминаниях многих партийно-государственных деятелей высоко оцениваются деловые и, особенно, его личные качества. Так, например, исключительно положительно отзывался о нём первый секретарь Нижнетагильского горкома КПСС, затем второй секретарь Свердловского обкома КПСС, доктор экономических наук профессор В. И. Довгопол:

«Выходец из астраханских рыбаков Аверкий Борисович Аристов прожил тяжёлую, полную взлётов и падений жизнь. Но, несмотря на это, человеком он был добродушным, всегда улыбался, никогда не допускал резких эмоциональных всплесков. Я знал его и до войны, примерно с середины 1930-х гг., когда он работал в Уральском индустриальном институте, и имел с ним контакт после войны, когда он был секретарём Челябинского обкома, а затем работал в ЦК. Когда Аристов был заместителем председателя Бюро ЦК КПСС по РСФСР, я у него бывал минимум десяток раз. Он всегда внимательно слушал и собеседника не перебивал. На все поставленные вопросы реагировал положительно и старался их решить. Не было случая, чтобы Аристов, когда я к нему обращался как первый секретарь Тагильского горкома, в решении каких-либо вопросов мне отказывал. Несмотря на очень высокое положение, Аверкий Борисович всегда был человеком простым и доступным. Никакого высокомерия у него не чувствовалось. В то же время Аристов был хорошим, оперативным работником, принципиальным, волевым, грамотным руководителем, был человеком дела. И вёл себя по-деловому. Никаких моментов подхалимажа к начальству со стороны Аристова я не знаю. Перед руководством никогда не пресмыкался, на протяжении всей своей деятельности вёл независимую политику, что не всегда нравилось высшему начальству. Бывали случаи, когда Аристов не соглашался с руководством, отстаивал свою точку зрения».
Положительно характеризовали А. Аристова в своих воспоминаниях и видные государственные деятели, в разное время возглавлявшие союзный Госплан — В. Н. Новиков и Н. К. Байбаков. В. Новиков писал: «А. Б. Аристов — прекрасный человек, знающий, имевший большой опыт партийной работы, с ним всегда интересно было разговаривать, он давал хорошие советы, с ним приятно было иметь дело даже по неприятным вопросам». Н. Байбаков отмечал в мемуарах, что Аристов отличался «доброжелательной мягкостью к людям». Другого мнения об Аристове придерживался А. Микоян, считавший его «неподходящим человеком» для высшего руководства СССР, «с большими претензиями» (впрочем, А. Микоян негативно оценивал деловые качества всех «молодых» членов Президиума ЦК КПСС, вошедших в этот орган власти в июне 1957 года, считал их работниками областного масштаба, и полагал, что Президиум ЦК до 1957 года был более сильным по своему составу).
В конце 1960 — начале 1961 года Н. С. Хрущёв, пытаясь снять с себя вину за так называемое «Рязанское дело» — сфальсифицированное руководством Рязанской области выполнение принятых на себя обязательств по производству и сдаче мяса государству, возложил ответственность за него на А. Аристова. 18 января 1961 года Аристов был снят с должности заместителя председателя Бюро ЦК КПСС по РСФСР. На январском пленуме ЦК КПСС 1961 года Н. С. Хрущёв сообщил, что Аристов будет утверждён заместителем председателя Государственного научно-экономического совета Совета Министров СССР. Справедливо полагая, что теперь, попав в немилость к Хрущёву, будет по любому поводу и даже без него подвергаться жёстким нападкам со стороны главы государства (как это было в случае с бывшим хрущёвским фаворитом, вторым секретарём ЦК КПСС А. И. Кириченко), А. Аристов решил добиваться перехода на дипломатическую работу, чтобы выехать за пределы страны. Второму секретарю ЦК КПСС Ф. Р. Козлову, по просьбе Аристова, удалось уговорить Хрущёва направить Аристова послом в Варшаву.

### На дипломатической работе
С января 1961 года — посол СССР в Польше. Членство в Президиуме ЦК КПСС с началом работы послом в Варшаве для него стало формальным, так как, начиная с февраля 1961 года он не приглашался на его заседания, не принимал участия в работе создававшихся им временных рабочих комиссий. Отсутствовал он и на Мавзолее Ленина во время праздничной демонстрации на Красной площади 1 мая 1961 года. Газета «Правда» при редких его упоминаниях стала иногда опускать его членство в Президиуме ЦК КПСС, что также являлось очевидным признаком опалы. Несмотря на очевидные признаки того, что он стал неугоден Хрущеву, в Польше нового советского посла встречали на подчёркнуто высоком уровне. Ему удалось быстро наладить контакт не только с руководителями Польши, но и региональным руководством, а также польскими научными и общественными деятелями.
На XXII съезде КПСС был избран членом ЦК КПСС, но в новый состав Президиума ЦК КПСС предсказуемо не вошёл. На октябрьском (1964 г.) пленуме ЦК КПСС, отправившем Н. С. Хрущёва в отставку, внёс предложение о дополнении проекта постановления пленума. Несколько раз повторив, что Хрущев нанёс огромный ущерб партии, предложил отметить в решении, что тот не оправдал доверия ЦК. «А как же иначе? — говорил Аристов. — Раз нанесён ущерб, поэтому я считаю, что надо дополнить формулировку словами, оценками, выводами, которые здесь докладывал тов. Суслов, что если он нанёс ущерб, то это надо написать в резолюции и в отношении Хрущёва добавить: не оправдал доверия ЦК. Это поднимет авторитет ЦК и будет на будущее иметь огромное воспитательное значение для всей партии».
В конце 1970 года в крупных польских городах прошли массовые волнения (См.: Волнения в Польше (1970—1971)), под давлением из Москвы было заменено прежнее руководство Польши, а линия поведения советского посла была признана неправильной. В марте 1971 года А. Аристов был освобождён от обязанностей посла в Польше и переведён в резерв МИД СССР. На состоявшемся тогда же XXIV съезде КПСС не был включён в новый состав членов ЦК КПСС. В сентябре 1971 года назначен послом СССР в Австрии.
Скоропостижно скончался 11 июля 1973 года в своей резиденции под Веной, не дожив нескольких месяцев до 70-летия. Похоронен на Новодевичьем кладбище в Москве (7 участок, 5 ряд).

## Публикация воспоминаний
В 1969 году в редакции издававшегося в Свердловске литературно-художественного и общественно-политического журнала «Урал» в преддверии 25-летия Победы возникла идея обратиться к работавшему в годы войны секретарем Свердловского обкома партии, а в то время — чрезвычайному и полномочному послу СССР в Польской Народной Республике А. Б. Аристову с просьбой поделиться с читателями журнала воспоминаниями о военном периоде его деятельности. Редакция поручила члену редколлегии журнала З. А. Янтовскому обратиться с письменной просьбой к Аристову. Тот на письмо Янтовского ответил согласием, и пригласил журналиста в Варшаву. В начале 1970 года Янтовский получил все необходимые документы и выехал в Польшу. Аристов расположил его у себя на даче под Варшавой, где они совместно вели работу над воспоминаниями. Будущую публикацию решили назвать «Наследие». Вернувшись из Варшавы в Свердловск, З. А. Янтовский представил на суд коллег свои наработки. "…"Наследие" в редакции встретило общий интерес и единодушное одобрение, — писал Янтовский Аристову в середине апреля. — Все читали рукопись можно сказать взахлеб". В майский номер журнала воспоминания уже не попадали, к тому же окончательный вариант рукописи должен был одобрить сам Аристов. Но в редакции был намечен один из ближайших номеров. Что произошло в дальнейшем с рукописью воспоминаний А. Б. Аристова доподлинно неизвестно. Известно, что в Свердловск в редакцию «Урала» приезжал сам А. Б. Аристов, основной целью визита которого была подготовка рукописи к изданию. Также известно, что З. А. Янтовский уже после поездки в Варшаву просил Аристова сделать ряд дополнений и уточнений и, если судить по опубликованному впоследствии варианту текста, эти просьбы были выполнены. Однако воспоминания Аристова ни в 1970-м, ни в последующие несколько лет опубликованы так и не были. Причиной тому вероятнее всего послужил запрет органов цензуры — областного управления по охране военных и государственных тайн в печати при Свердловском облисполкоме: в воспоминаниях Аристова упоминались бывшие члены высшего руководства страны Л. П. Берия и Г. М. Маленков. К тому же сам автор прежде являлся членом Президиума и секретарем ЦК КПСС. По существовавшим цензурным нормам пресса не имела права печатать материал бывшего члена высшего руководства без специального разрешения ЦК КПСС. В июле 1973 года в Вене А. Б. Аристов скоропостижно скончался, не увидев свои воспоминания опубликованными.
В 1980 году в должность главного редактора журнала «Урал» вступил В. П. Лукьянин. Заведующий отделом публицистики журнала В. Н. Черных показал ему рукопись воспоминаний А. Б. Аристова. Лукьянин был удивлен, что она до сих пор не была опубликована. Ознакомившись с материалами, счёл их интересными по содержанию. Оставалась лишь проблема с разрешением на публикацию. Посовещавшись, В. П. Лукьянин, В. Н. Черных и ответственный секретарь С. А. Захаров пришли к выводу, что мемуарист, работавший в годы войны секретарем обкома партии, не выходит за рамки тогдашней своей компетенции, и потому нет надобности обращаться за разрешением в ЦК КПСС. Заручившись поддержкой цензора, курировавшего «Урал», и получив согласие Свердловского обкома КПСС, главный редактор дал ход публикации. Воспоминания А. Б. Аристова под заголовком «Незабываемое» увидели свет в пятом, майском номере журнала за 1981 г., посвященном очередной годовщине Победы. После публикации редактор В. П. Лукьянин был вызван в областное управление по охране военных и государственных тайн в печати, где ему были предъявлены обвинения в публикации воспоминаний без разрешения ЦК, и с упоминанием Берии. В. П. Лукьянин парировал тем, что опубликованы воспоминания секретаря обкома партии с разрешения обкома, и после предварительной консультации с цензором. Никаких дальнейших последствий для журнала этот случай не имел.

## Награды
- три ордена Ленина
  - 31 марта 1949 — среди работников партийного и советского актива, специалистов сельского хозяйства и работников заготовительных органов Красноярского края, за «успехи, достигнутые в деле расширения посевных площадей, особенно по яровой пшенице, повышения урожайности в колхозах и совхозах, выполнения плана хлебозаготовок и обеспечения собственными семенами на весенний сев 1949 года»
  - 11 декабря 1953 — в связи с 50-летием со дня рождения и отмечая его заслуги перед Советским государством
  - 1963
- три ордена Трудового Красного Знамени (1942, 1966, 1971)
- орден Красной Звезды (1943)
- медали

## Статьи, интервью
- Аристов А. Б. Науглероживание стали и получение малоуглеродистого чугуна в вагранке // Уральская металлургия. 1938. № 5. С. 30—36.
- Аристов А. Б. Наш друг — Польша // Уральский рабочий. 1970. 17 апреля.
- Аристов А. Незабываемое // Урал. 1981. № 5. С. 3—32.
- Аристов А. Незабываемое // В тылу, как на фронте / сост. З. А. Янтовский. Свердловск: Средне-Уральское книжное издательство, 1986. С. 3—78.
- Аристов А. «Мы нисколько не стали слабее» // Государственная служба. Научно-политический журнал. 2010. № 2 (64). Март—апрель. С. 51—56.
- Аристов А. Б. 42-я годовщина Великой Октябрьской социалистической революции: доклад на торжественном заседании Московского Совета 6 ноября 1959 года. М.: Госполитиздат, 1959.

## Электронные информационные ресурсы
- Биография А. Б. Аристова в Свободной энциклопедии Урала
- Фото надгробия А. Б. Аристова на сайте «Новодевичье кладбище. Известные люди, похороненные на Новодевичьем кладбище в Москве»
- А. Б. Аристов на сайте Посольства Российской Федерации в Австрийской Республике
- Фотография члена Президиума ЦК КПСС А. Б. Аристова на сайте: Библиотека «История. Материалы и документы»